# Hendersonville (Tennessee)
Hendersonville város Sumner megyében, az Amerikai Egyesült Államokbeli Tennessee államban, az Old Hickory Lake-en. A lakossága 40 620 volt a 2000-es népszámláláskor.

## Története
Hendersonville-ben 1784 körül jelentek meg az első telepesek Daniel Smith vezetésével, aki a Rock Castle-ön dolgozott. William Henderson, akiről a területet elnevezték, 1790-ben telepedett le. Az Old Hickory gát 1954-es megépítése után Hendersonville elkezdett Sumner megye legnépesebb városává nőni, és egyben Nashville legnépesebb külvárosainak egyike is lett. Ma Tennessee lakosságának körülbelül 0,7%-a Hendersonville-ben él.
Az Amerikai polgárháború alatt Monthavent kórházként használták.

## Fordítás
- Ez a szócikk részben vagy egészben a Hendersonville, Tennessee című angol Wikipédia-szócikk ezen változatának fordításán alapul.  Az eredeti cikk szerkesztőit annak laptörténete sorolja fel. Ez a jelzés csupán a megfogalmazás eredetét és a szerzői jogokat jelzi, nem szolgál a cikkben szereplő információk forrásmegjelöléseként.